# Réaction endergonique

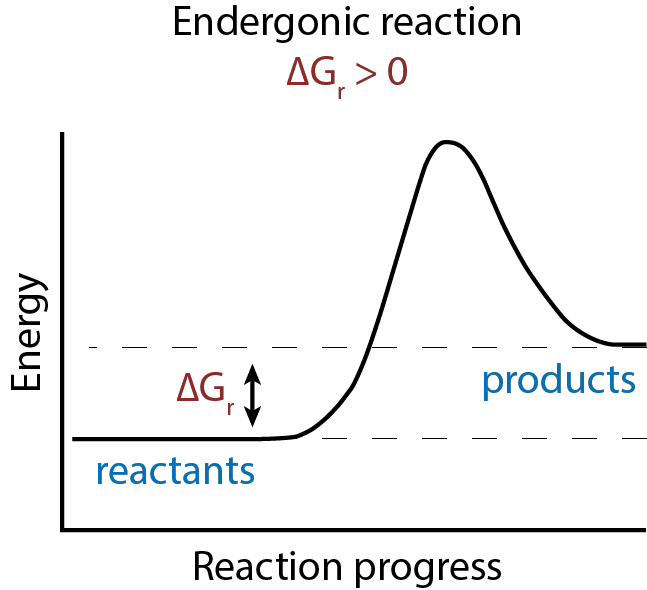
Graphe de l'évolution de l'énergie par le temps dans une réaction endergonique.

Une réaction endergonique est une réaction chimique menée à pression et température constantes induisant une augmentation de l'enthalpie libre {\displaystyle G} (fonction de Gibbs),. Une réaction endergonique n'est pas spontanée, l'entropie diminue, ce qui enfreint le deuxième principe de la thermodynamique.
Les variations de l'énergie libre incluent les variations de l'enthalpie et de l'entropie, à la différence des réactions exothermiques et endothermiques, qui ne se définissent que par des variations de l'enthalpie seule, ces dernières étant liées à une perte ou un gain de chaleur.
Le contraire d'une réaction endergonique est une réaction exergonique. Une réaction endergonique peut être réalisée par couplage avec une réaction exergonique.

## Étymologie
Étymologiquement, endo- (ἔνδον) signifie « en dedans »  et ergon- (ἔργον) « travail ». Une réaction endergonique nécessite l'apport d'un certain « travail » au sens large, c'est-à-dire d'une certaine énergie, l'aide d'un travail, pour pouvoir se réaliser,,.

## Fonctionnement
Une réaction endergonique nécessite de puiser une grande quantité d'énergie dans son environnement pour briser les liaisons chimiques des molécules impliquées. L'énergie qui sera libérée pendant cette réaction permettra de maintenir la réaction même si certaines réactions nécessiteront de puiser encore  dans l'énergie externe.
Au cours d'une réaction endergonique, des liaisons chimiques sont formées, ce qui permet de former des molécules complexes.
Selon le deuxième principe de la thermodynamique, à pression et température constantes, une réaction chimique endergonique induit un changement d'enthalpie libre positif, :
{\displaystyle \Delta G=G_{f}-G_{i}>0}
avec :
- {\displaystyle G_{f}} l'enthalpie libre du milieu réactionnel dans son état final ;
- {\displaystyle G_{i}} l'enthalpie libre du milieu réactionnel dans son état initial.

Ces réactions sont aussi dites non spontanées ou défavorables.
En biologie, l'énergie dont elles ont besoin découle souvent de réactions exergoniques s'étant réalisées avant.

## Exemples
La décomposition de l’eau en dihydrogène et dioxygène par électrolyse est un exemple de réaction endergonique.
La fonte de la glace demande un apport de chaleur latente pour dépasser la barrière d'énergie d'activation. Une fois le point de fusion passé, la réaction se poursuit et la glace continue de fondre.
En biologie, toutes les réactions de l'anabolisme, comme la synthèse des protéines, sont endergoniques. La synthèse des protéines nécessite beaucoup d'énergie pour former des liaisons peptidiques entre des petites molécules d'acides aminés. La pompe sodium-potassium sur la membrane plasmique s'effectue par une réaction endergonique car elle nécessite beaucoup d'énergie pour activer un mouvement contraire au gradient de concentration.
La photosynthèse chez les plantes est une réaction endergonique nécessitant le rayonnement solaire.